# Koin (fiume)
Il Koin (in russo Коин?) è un fiume della Russia europea nord-orientale, affluente sinistro del Vym' nel bacino della Dvina Settentrionale. Scorre nella Repubblica dei Comi, nel Knjažpogostskij rajon.
Il fiume ha origine dai monti Timani alla periferia nord-occidentale del piccolo villaggio di Šomvukovo. Scorre mediamente in direzione sud-occidentale. Sfocia nel Vym' a 185 km dalla foce. Ha una lunghezza di 136 km, il suo bacino è di 1 670 km². Non ci sono insediamenti lungo il suo corso.